# Polyamblyodon
Genre
Le genre Polyamblyodon comprend deux espèces de sars de l'Océan Indien, appartenant à la famille des Sparidae.

## Liste des espèces
Selon FishBase (29 janv. 2016) et World Register of Marine Species (29 janv. 2016) :
- Polyamblyodon germanum (en) (Barnard, 1934) - Sar germain du Natal
- Polyamblyodon gibbosum (en) (Pellegrin, 1914) - Sar couteau